# Beaucourt-sur-l'Hallue
Beaucourt-sur-l'Hallue è un comune francese di 251 abitanti situato nel dipartimento della Somme nella regione dell'Alta Francia.

## Società

### Evoluzione demografica
Abitanti censiti